# Akari Saho
Pour les articles homonymes, voir Saho.
Akari Saho (佐保明梨, Saho Akari, née le 8 juin 1995) est une chanteuse et idole japonaise, ex-membre du Hello! Project.

## Biographie
Elle débute en 2004, sélectionnée avec le Hello Pro Egg, et participe au groupe Tomoiki Ki wo Uetai en 2005. En 2008, elle forme le groupe Shugo Chara Egg!, dont elle reste la seule membre d'origine lorsqu'en septembre 2009 les trois autres membres partent pour se consacrer à leur autre groupe S/mileage, étant remplacées au sein de Shugo Chara Egg!. Elle rejoint en parallèle le groupe temporaire Aa! en 2009. Elle joue dans la série Shugo Chara! Party en 2009 et 2010.
En mai 2011, elle quitte le Hello! Project et rejoint les Up-Front Girls, un nouveau groupe de la compagnie Up-Front, avec six autres anciennes du Hello! Pro Egg, dont elle est la plus jeune membre. Elle fait depuis aussi partie en parallèle d'un groupe de reprise de titres de K-pop : UFZS. Elle participe régulièrement durant l'année à l'émission télévisée R no Housoku sur une chaine éducative de la NHK.
Dès juin 2011, le groupe Up-Front Girls est renommé Up Up Girls Kakko Kari ; en 2012, le groupe signe un contrat avec le nouveau label d'idoles T-Palette Records fondé un an auparavant.

## Liens
- (ja) Profil officiel sur le site de Up Up Girls (Kari)
- (ja) Profil sur le site de la NHK (2011)